# Karl Koller (generale)
Karl Koller (Glonn, 22 febbraio 1898 – Glonn, 22 dicembre 1951) è stato un generale tedesco. Fu capo di stato maggiore della Luftwaffe della Germania nazista durante la seconda guerra mondiale.

## Biografia
Koller nacque a Glonn, in Baviera, nel 1898. Si arruolò nell'esercito nel 1914 e, dopo il servizio di fanteria, si trasferì in aviazione. Passò l'addestramento dei piloti nel 1916 e volò in osservatori e squadroni di caccia; fu catturato dagli inglesi nel maggio 1918.
Dopo essere stato rilasciato nel 1919, prestò servizio in varie funzioni di polizia, passando alla Luftwaffe nel 1935. Un ufficiale esemplare, nel 1936 Koller si diplomò valedictorian presso l'Accademia di Guerra Aerea.

### Seconda guerra mondiale
Era il capo dello staff di Hugo Sperrle durante "Il Blitz" (la campagna di bombardamenti tedeschi sulle città durante la battaglia d'Inghilterra). Per l'Operazione Leone marino, la prevista invasione del Regno Unito da parte della Wehrmacht, l'Oberstleutnant Koller doveva servire come ufficiale operativo della Luftflotte 3, in coordinamento con la 9ª Armata tedesca. Koller divenne lo Chef der Luftwaffenführungsstabes ("Capo dello Staff delle operazioni della Luftwaffe") nell'ottobre del 1943, che lo rese essenzialmente assistente dello stato maggiore.

Insoddisfatto della guida della Luftwaffe di Hermann Göring, Adolf Hitler voleva sostituirlo con Robert Ritter von Greim. Incapace di convincere Greim ad accettare il ruolo, Hitler costrinse Göring a licenziare lo Chef des Generalstabs der Luftwaffe ("Capo dello Stato Maggiore della Luftwaffe"), Generalleutnant Werner Kreipe, e sostituirlo provvisoriamente il 19 settembre 1944 con Koller, a cui fu ufficialmente assegnata la posizione il 12 novembre Tuttavia, Koller non fu in grado di riformare la Luftwaffe, che era stata gestita male da Göring e aveva perso la superiorità aerea nei cieli d'Europa. Koller spiegò il problema che la Luftwaffe aveva a che fare con le altre filiali di servizio: 
 Nel giugno del 1944, al fine di contrastare i molti recenti attacchi alla politica della Luftwaffe, approfittai di una piccola conferenza all'Obersalzberg per sottolineare la debolezza delle risorse dell'armamento della Luftwaffe e espressi la mia sensazione che l'Alto comando delle forze armate, che avrebbe dovuto sostenere il programma di armamenti della Luftwaffe nell'interesse delle forze armate e dell'intera nazione, si sono limitati alle critiche negative. Ho dichiarato francamente che i nostri massimi leader militari avevano semplicemente trascurato il loro dovere in questo senso. E con questo mi ero imbattuto in un nido di vespe! Si rifiutarono di prendere in considerazione le mie argomentazioni e cercarono di convincermi che Göring non avrebbe sostenuto alcuna partecipazione da parte dell'Alto Comando delle forze armate negli affari della Luftwaffe, che avrebbe definito l'interferenza e glielo avrebbe proibito. Non ci possono essere dubbi sull'inesattezza di questa tesi. A dire il vero, Göring non era un uomo che sopportava le interferenze, ma sicuramente avrebbe accolto con favore il supporto costruttivo e l'assistenza dell'Alto Comando delle Forze armate nel migliorare la situazione degli armamenti della Luftwaffe. 
 Sebbene Koller appoggiasse Göring contro lo Heer e la Kriegsmarine, era uno dei critici più duri di Göring, scrivendo che "si aveva la sensazione che [Göring] non avesse interesse a creare un'atmosfera di cooperazione armoniosa, che aveva quasi paura che questo avrebbe portato alla creazione di una falange contro se stesso.
Koller era nel Führerbunker di Adolf Hitler a Berlino il 20 aprile 1945 per assistere all'ultimo compleanno del dittatore. Sebbene molti leader di alto rango abbandonarono la città quella notte, Koller rimase indietro per rappresentare la Luftwaffe nella vicina Werder (Havel); Göring non riconobbe il saluto del capo di stato maggiore alla sua partenza. Koller era rappresentato nel bunker dal generale Eckhard Christian. Hitler ordinò a Koller di inviare i suoi rimanenti aerei e aviatori per aiutare il sollievo di Felix Steiner a Berlino, spiegando: "Qualsiasi comandante che trattiene le sue forze perderà la sua vita in cinque ore. Tu stesso garantirai con la testa che l'ultimo uomo viene gettato". Con poche truppe rimaste a lui, Steiner non fu in grado di venire in difesa della città.
Dopo che Alfred Jodl disse a Koller che Hitler aveva deciso di suicidarsi, il generale della Luftwaffe volò a Obersalzberg alle 3:30 il 23 aprile per informare di persona Göring. Nella conseguente lotta di potere tra i leader nazisti al declino dello stato mentale di Hitler, Martin Bormann mandò truppe delle SS a porre Göring, Koller e Hans Lammers agli arresti domiciliari a Obersalzberg. Göring fu in grado di dissuadere gli uomini delle SS dalla loro missione e di viaggiare con lui nel suo castello di Mauterndorf. Koller, che era libero a Berchtesgaden, convinse Göring ad incontrarlo al Castle Fischhorn a Zell am See, dove le forze statunitensi li portarono in custodia il 7 maggio.

### Il dopoguerra
Dopo la fine della guerra, Koller fu imprigionato dagli inglesi a Oxford; Charles Lindbergh lo visitò durante questo periodo. Koller fu rilasciato nel dicembre del 1947 e tornò in Baviera. Nel 1949 pubblicò il suo diario di stenografia in tempo di guerra come il libro di memorie Der letzte Monat (L'ultimo mese, Mannheim), che forniva informazioni sugli ultimi giorni di Hitler durante la battaglia di Berlino. Koller fu anche presidente del Verband Deutscher Soldaten in Bayern. Morì nella sua città natale di Glonn.